# عالم‌شاه بیگم
عالم‌شاه بیگم یا حلیمه بیگی آغا، (تولد ۱۴۶۰ دیاربکر – درگذشته ۱۵۲۲ اردبیل) ملکه مادر شاه اسماعیل یکم بنیان‌گذار امپراتوری صفوی و همسر سلطان حیدر هم‌چنین دختر اوزون حسن پادشاه و دسپینا خاتون دختر امپراتور ترابوزان ژان چهارم بود.

## زندگی
او را هنگام تولد مارتا نامیدند، در سنین جوانی با شیخ حیدر پسر عمه خود ازدواج کرد. پس از ازدواج اسلام آورد و نامش به عالم‌شاه بیگم تغییر یافت. ثمره این ازدواج سه پسر به نام‌های سلطان علی، شاه اسماعیل یکم و ابراهیم میرزا بود.
عالم‌شاه بیگم بعد از کشته شدن شیخ حیدر در جنگ با شروانشاهان به‌فرمان برادرش سلطان یعقوب همراه با پسرانش به شهر استخر در فارس تبعید و زندانی شد. در این زمان شاه اسماعیل یک ساله بود. پس از مرگ سلطان یعقوب پسرش سلطان بایسنقر به سلطنت رسید اما سلطان رستم به جنگ با وی برخاست و عالم‌شاه بیگم را همراه فرزندانش آزاد کرد سپس به تبریز آورد.
بعد از پیروزی رستم بر بایسنقر به دلیل ترس از قدرت سلطان علی، به جنگ با وی پرداخت و در نهایت سلطان علی کشته شد. عالم شاه بیگم بعد از این واقعه پسرانش ابراهیم و اسماعیل را به لاهیجان در گیلان فرستاد تا در آن جا نزد کارکیا میرزا علی تربیت شوند، در این زمان عالم‌شاه به رابط میان قزلباش و اسماعیل تبدیل شد.
عالم شاه بیگم یکی از حامیان اصلی شاه اسماعیل یکم برای تشکیل حکومت صفویان بود. او در انتقال قدرت به فرزندش نقش اساسی داشت. او در سال ۱۵۲۲ فوت شد و در آرامگاه شیخ حیدر در اردبیل دفن گردید.او درسال ۱۵۲۰ به شهبانو ماه دوران سلطان ملکه عثمانی وخاصگی سلطان سلیمان یکم تبریک نامه ای به منظور اتحاد بهتر این دو کشور فرستاد

## مقبره
در حیاط مقابر بقعه شیخ صفی الدین اردبیلی در اردبیل، متصل بدیوار صحن بقعه، مقبره کوچکی است منسوب به حلیمه بیگم. در داخل این مقبره که قسمت داخلی آن در حدود دو متر طول دارد و با گنبد کوچکی پوشیده شده از یک سنگ مرمری هست.